# コリアン・シネマ・ウィーク
コリアン・シネマ・ウィーク（朝: 코리안시네마위크, 英: Korean Cinema Week）は、東京国際映画祭連携企画として2001年10月から始まった映画祭。駐日韓国文化院主催。韓国映画を通じて韓国の映像文化とともに韓国の多様な文化や社会、さらには韓国人の情緒などを紹介し、韓日の文化交流の促進と友好親善関係の増進に寄与することを目的に日本未公開の作品を中心に多様なジャンルの韓国映画を上映。

## 上映作
| 年度   | 回数 | 上映期間             | 場所                                                     | 上映作品数 | 上映作 |
| 2001年 | 1    | 10月30日-11月4日     | 東京国際フォーラム 映像ホール                            | 6編        | 新羅の月夜（キム・サンジン 監督, イ・ソンジェ/チャ・スンウォン/キム・ヘス 主演） 猟奇的な彼女（クァク・ジェヨン 監督, チョン・ジヒョン/チャ・テヒョン 主演） パイラン（ソン・ヘソン 監督, チェ・ミンシク/チャン・ベクチ/ソン・ビョンホ 主演） 私にも妻がいたらいいのに（パク・フンシク 監督, ソル・ギョング/チョン・ドヨン/チン・ヒギョン 主演） ライバン（チャン・ヒョンス 監督, キム・ヘゴン/チョ・ジュニョン/チェ・ハンナク 主演 鳥肌（ユン・ジョンチャン 監督, チャン・ジニョン/キム・ミョンミン/チョ・アン 主演）                      |
| 2002年 | 2    | 10月27日-11月1日     | 科学技術館サイエンスホール、銀座ガスホール、ヤマハホール | 6編        | 酔画仙（イム・グォンテク 監督, チェ・ミンシク/アン・ソンギ/ユ・ホジョン 主演） 達磨よ、遊ぼう!（パク・チョルグァン 監督, パク・シニャン/チョン・ジニョン /パク・シニャン主演） フー・アー・ユー（チェ・ホ 監督독, イ・ナヨン/チョ・スンウ 主演） イエスタデイ（チョン・ユンス 監督, キム・スンウ/キム・ユンジン/チェ・ミンス 主演） オーバー・ザ・レインボー（アン・ジヌ 監督, イ・ジョンジェ/チャン・ジニョン/チョン・チャン 主演） 海賊、ディスコ王になる (キム・ドンウォン 監督, イ・ジョンジン/ヤン・ドングン/イム・チャンジョン 主演） |
| 2003年 | 3    | 11月4日, 11月6日-8日 | イイノホール                                             | 5編        | 家門の栄光（チョン・フンスン 監督, チョン・ジュノ/キム・ジョンウン 主演） ピアノを弾く大統領（チョン・マンベ 監督, アン・ソンギ/チェ・ジウ 主演） 光復節特赦（キム・サンジン 監督, チャ・スンウォン/ソル・ギョング 主演） 公共の敵 (カン・ウソク 監督, ソル・ギョング/イ・ソンジェ 主演） ワイルド・カード (キム・ユジン 監督, チョン・ジニョン/ヤン・ドングン 主演） |
| 2004年 | 4    | 10月 30日-11月 4日   | ヤマハホール                                             | 5編        | オグ（イ・ユンテク 監督, カン・ブジャ/イ・ジェウン 主演） 火星からの手紙（キム・ジョングォン監督, シン・ハギュン/キム・フィソン 主演） 星（チャン・ヒョンイク 監督, ユ・オソン/パク・ジニ 主演） オー!マイDJを김진민 監督, キム・ジンミン/イ・ウンジュ 主演） マリといた夏（イ・ソンガン 監督, イ・ビョンホン/アン・ソンギ/ペ・ジョンオク /コンヒョジン声の出演） |
| 2005年 | 5    | 10月24日-28日        | ヤマハホール                                             | 5編        | 現代韓国女性監督特集 台風太陽（チョン・ジェウン 監督, キム・ガンウ/チョン・ジョンミョン 主演） バス、停留場（イ・ミヨン 監督, キム・テウ/キム・ミンジョン 主演） 嫉妬は我が力 (パク・チャノク 監督, パク・ヘイル/ムン・ソングン/ペ・ジョンオク 主演） 微笑 (パク・キョンヒ 監督, チュ・サンミ/ソン・イルゴン 主演） パーフェクト・マッチ (モ・ジウン 監督, シン・ウンギョン/チョン・ジュノ 主演） |
| 2006年 | 6    | 10月30日-11月4日     | Bunkamuraシアターコクーン                                | 5編        | 様々な家族の絆お母さん（ク・ソンジュ 監督, コ・ドゥシム/ソン・ビョンホ 主演） 散策（イ・ジョングク 監督, キム・サンジュン/パク・チニ 主演） みんな、大丈夫？ (ナム・ソノ 監督, キム・ユソク/キム・ホジョン 主演） 家門の危機 (チョン・ヨンギ 監督, シン・ヒョンジュン/キム・ウォニ 主演） ファミリー（イ・ジョンチョル 監督, チュ・ヒョン/スエ 主演） |
| 2007年 | 7    | 10月26日-28日        | Bunkamura オーチャードホール、シアターコクーン           | 5編        | 裸足のキボン（クォン・スギョン 監督, シン・ヒョンジュン/キム・スミ 主演） 優雅な世界（ハン・ジェリム 監督, ソン・ガンホ/オ・ダルス 主演） 眩しい日に（パク・クァンス 監督, パク・シニャン/ソ・シネ 主演） アイスケーキ（ヨ・イングァン 監督, シン・エラ/パク・チビン 主演） マウミ…（パク・ウンヒョン /オ・ダルギュン監督, ユ・スンホ/キム・ヒャンギ 主演） |
| 2008年 | 8    | 10月19日-22日        | よみうりホール、草月ホール                               | 5編        | カリスマ脱出記（クォン・ナムギ 監督, アン・ジェモ/ユン・ウネ 主演） 食客（チョン・ユンス 監督, キム・ガンウ/イム・ウォニ 主演） パボ (キム・ジョングォン 監督, チャ・テヒョン/ハ・ジウォン 主演） ザ・ゲーム（ユン・イノ 監督, シン・ハギュン/ピョン・ヒボン 主演） 愛を逃す（チュ・チャンミン 監督, ソル・ギョング/ソン・ユナ 主演） |
| 2009年 | 9    | 10月18日-19日        | 新宿ミラノ2                                              | 3編        | 牛の鈴音（イ・チュンニョル 監督, チェ・ウォンギュン/イ・サムスン 主演） Go Go 70s（チェ・ホ 監督, チョ・スンウ/シン・ミナ 主演） うちにどうして来たの?（ファン・スア 監督, カン・ヘジョン/パク・ヒスン 主演） |
| 2010年 | 10   | 10月18日-19日        | 新宿ミラノ1                                              | 5編        | ハーモニー（カン・デギュ 監督, キム・ユンジン/ナ・ムンヒ 主演） 私のチンピラのような恋人（キム・グァンシク監督, パク・チュンフン/チョン・ユミ 主演） 食客2（ペク・トンフン 監督, キム・ジョンウン/チン・グ 主演） 執行者（チェ・ジンホ 監督, チョ・ジェヒョン/ユン・ゲサン 主演） ベストセラー（イ・ジョンホ監督, オム・ジョンファ/リュ・スンリョン 主演） |
| 2011年 | 11   | 10月30日-31日        | イイノホール                                             | 10編       | 韓国女性映画監督作品ショーケース テンジャン（味噌）（イ・ソグン 監督, リュ・スンリョン/イ・ドンウク 主演） ビューファインダー（キム・ジョン 監督, ヤン・ウニョン/イ・ホヨン 主演）大地の女たち（クォン・ウジョン 監督, ソ・フィジュ/ナム・ソンミン 主演） 告白（ユ・ジヨン 監督） 土曜勤務（ク・ウンジ 監督） 都市（キム・イェヨン 監督, キム・ヨングン 監督） 死んだ犬を探して（キム・スッキョン 監督） 消えた夜（チャ・ソンドク 監督） 女子万歳（シン・スウォン 監督） ムーンウォーク（プ・ジヨン 監督）                                  |
| 2012年 | 12   | 10月20日-23日        | 駐日韓国文化院 ハンマダンホール                          | 5編        | 建築学概論（イ・ヨンジュ 監督, オム・テウン/ハン・ガイン 主演） 合唱（チョ・ジョンレ 監督, キム・スルギ/チョ・アルム 主演） サニー 永遠の仲間たち（カン・ヒョンチョル 監督, ユ・ホジョン/チン・ヒギョン 主演） ママ（チェ・イクファン 監督, オム・ジョンファ/キム・ヘスク 主演） 世界で最も美しい別れ（ミン・ギュドン 監督, ペ・ジョンオク/キム・ガプス 主演） |